# Gnorismoneura
Gnorismoneura is een geslacht van vlinders van de familie bladrollers (Tortricidae), uit de onderfamilie Tortricinae.

## Soorten
- G. exulis Issiki & Stringer, 1932
- G. hoshinoi (Kawabe, 1964)
- G. mesoloba (Meyrick, 1937)
- G. mesotoma (Yasuda, 1975)
- G. micronca (Meyrick, 1937)
- G. orientis (Filipjev, 1962)
- G. prochyta (Meyrick, 1908)
- G. stereomorpha (Meyrick, 1931)
- G. taeniodesma (Meyrick)
- G. tragoditis (Meyrick, 1935)
- G. vallifica (Meyrick, 1935)
- G. zetessima Razowski, 1977
- G. zyzzogeton Razowski, 1977